# Famille d'Avout
 (novembre 2020).
Si vous disposez d'ouvrages ou d'articles de référence ou si vous connaissez des sites web de qualité traitant du thème abordé ici, merci de compléter l'article en donnant les références utiles à sa vérifiabilité et en les liant à la section « Notes et références ».
La famille d'Avout est une famille subsistante de la noblesse française d'extraction originaire de Bourgogne.
Cette famille compte parmi ses membres plusieurs généraux et officiers depuis le début du XIXe siècle dont le plus connu est Louis-Nicolas Davout (1770-1823), maréchal d'Empire, 1er duc d'Auerstaedt et de l'Empire en 1808 et prince d'Eckmühl en 1809.

## Histoire
Gustave Chaix d'Est-Ange écrit que cette famille originaire d'Avot en Bourgogne a pour premier membre connu Jean d'Avot, seigneur de Cussey cité en 1213 et qu'une branche a été maintenue noble en 1637 sur une filiation prouvée remontant à 1422 et une autre branche en 1698 sur une filiation prouvée remontant à 1547. Il ajoute que c'est cette date qui a été prouvée lors de la maintenue en la noblesse de 1698. 
Régis Valette dans son catalogue de la noblesse française indique une filiation prouvée remontant à 1547.
La filiation prouvée remonte à Claude Davout, écuyer seigneur d'Avot, marié en 1547 à Barbe de Marry.
Au XVIIe siècle, François-Jacques Davout, écuyer, seigneur des Vignes marié en 1680 à Claude Labbé et son frère Nicolas Davout, écuyer, seigneur d'Annoux, allié en 1678 à Claudine de Gabillault, tous deux maintenus nobles en 1698, sont les auteurs des deux branches, Vignes pour l'aînée et Annoux pour la cadette, encore subsistantes aujourd'hui.
C'est de la branche cadette que sont issus les trois frères Louis-Nicolas Davout (1770-1823), maréchal d'Empire, duc d'Auerstaedt et de l'Empire (1808) et prince d'Eckmühl (1809) ; Louis Alexandre Davout (1773-1820), général de cavalerie, baron Davout et de l'Empire ; et Charles d'Avout (1776-1854), chef d'escadron de cavalerie, dont descendent, depuis 1864, les ducs d'Auerstaedt.
Cette famille a été admise en 1935 (d'Avout d'Auerstaedt) et 1954 (d'Avout) à l'Association d'entraide de la noblesse française.

## Généalogie simplifiée

### Premiers degrés de la filiation prouvée
Henri Jougla de Morenas donne la généalogie suivante de la filiation prouvée: 
- Claude Davout, écuyer seigneur d'Avot, marié en 1547 à Barbe de Marry.
  - Pierre Davot, écuyer, seigneur de Vignes, marié  en 1573 à  Marguerite de Chappes, dame de Romanet.
    - Nicolas Davout, écuyer, seigneur de Romanet, Dompierre, Vignes, marié en 1598 à Françoise de Vaussin.
      - Nicolas Davot (1616-1661), écuyer, seigneur de Romanet, Dompierre, Vignes, capitaine au régiment de Bussy-Rabutin, marié en 1641 à Edmée de Sainte-Maure.
        - François-Jacques de Davout, écuyer, marié en 1680 à Claude Labbé, auteur d'une branche éteinte.
        - Nicolas Davout (1645-1723), écuyer, seigneur d'Annoux, marié en 1678 à Claudine de Gabillault, auteur de la branche subsistante.
          - Nicolas d'Avout (1686-1741), écuyer, seigneur d'Annoux (1686-1741), lieutenant au Régiment de Preyssac-Cavalerie, marié en 1731 à Catherine Somme dont 4 fils.
            - Jacques-Edme d'Avout, seigneur d'Annaux, chevalier de Saint-Louis, marié en 1761 à Catherine-C o l o m b e de Drouard de Curly et en 1783 à  Marie-Julie van Robais. Postérité éteinte.
            - Nicolas Davout, écuyer, admis aux Écoles Royales en 1753.
            - Claude-François Davout, admis aux Écoles Royales en 1753.
            - Jean-François d'Avout, lieutenant de cavalerie (1739-1779), marié en 1769 à Françoise-Adélaïde Minard de Velars, dont postérité subsistante.

### Descendance de Louis François d'Avout (1739-1779) et d'Adélaïde Minard du Velard
De son union le 24 septembre 1769 avec Adélaïde Minard du Velard, Louis François d'Avout eut trois fils :
- Louis-Nicolas Davout (1770-1823), maréchal d'Empire, 1er duc d'Auerstaedt et prince d'Eckmühl. Il épouse le 12 novembre 1801 Louise-Aimée-Julie Leclerc (1772-1868), sœur de Charles Victoire Emmanuel Leclerc, premier mari de Pauline Bonaparte. De cette union, naissent dix enfants dont seulement quatre atteindront l'âge adulte :
  - Joséphine Louise Antoinette Davout d'Auerstaedt (1804-1821), épouse le comte Achille-Félix Vigier
  - Adèle (1807-1885), épouse le comte Étienne de Cambacérès, neveu de Jean-Jacques-Régis de Cambacérès
  - Napoléon-Louis Davout (1811-1853), pair de France, 2e duc d'Auerstaedt et prince d'Eckmühl, sans alliance.
  - Louise-Adélaïde (1815-1892), épouse en 1835 Pierre-Edmond de Coulibeuf, marquis de Blocqueville. Veuve en 1861, elle meurt sans descendance.
- Louis Alexandre, baron d'Avout (1773-1820), général d'Empire français. De son union le 26 septembre 1808 avec Alice Pauline Parisot (1786-1856), fille de Jacques Parisot, député de la Marne au Corps législatif, sont nés quatre enfants :
  - Jules Alexandre Pierre David (16 février 1811 - 16 avril 1880), 2e baron d'Avout, officier d'état-major, officier de la Légion d'honneur le 28 décembre 1859. Il épouse en 1842 Charlotte Amélie Phipps (née en 1825, dont trois enfants), puis le 17 janvier 1853 Marie Huet de La Tour du Breuil (1831-1896, dont cinq enfants) :
    - Louis Marie Alexandre Charles (7 mars 1843 à Montpellier - 6 octobre 1844 à Montpellier)
    - Louis ( -1890), 3e baron d'Avout, épouse en 1876 Fanny Egeberg (1841-1899), sans postérité.
    - Louis Marie Alexandre (13 février 1846 à Montpellier - 1880)
    - Marguerite (1854-1944)
    - Albert (1858-1886)
    - Alfred Marie Jules (1860-1885)
    - un autre fils et une fille

  - Louise Adélaïde Geneviève (1810-1er janvier 1883) épouse en 1833 Alphonse de Chappedelaine (1810-1884), officier d'infanterie, zouave pontifical, dont postérité
  - Alexandrine (1812-1823)
  - Alexandre (1815-1895) épouse en 1838 sa cousine Christiane Françoise d'Avout, dont :
    - Marie Louise (1843)
    - Marie Béatrix (1846)
    - Christian Marie Henri (1848 - tué à l'ennemi au Combat de Beaumont le 30 août 1870), sergent au 68e régiment de ligne
    - Louis Marie Auguste d'Avout (24 octobre 1850 à Poinson-lès-Grancey, 29 janvier 1905 à Poinson-lès-Grancey), saint-cyrien (promotion de La Revanche 1870-1872), chef de bataillon d'infanterie, chevalier de la Légion d'honneur, 4e baron d'Avout, épouse Marguerite Marie Puissant du Ledo (1856-1931), dont :
      - trois filles, dont postérité ;

    - Alphonse (1854-1926), 5e baron d'Avout épouse le 18 décembre 1879 à Sévignac Marie de Carné-Trécesson de Coëtlogon (1851-1931), dont :
      - Anne Marie Christiane Léonie d'Avout (1881-)
      - Marie Antoinette Béatrix Yvonne d'Avout (1883-1964), épouse le 28 mai 1929 Jean Baptiste Charles Fidèle Thomas de Tricornot (1879-1965)
      - Alexandre Joseph Marie Henri d'Avout, 6e baron d'Avout (1890-1950) épouse le 6 avril 1921 à Vouhé (17) Denise Marie Maubaillarcq (1901-1954), dont un fils et postérité masculine subsistante des barons d'Avout.
- Charles Claude Nicolas Davout (1776-1854) épouse en 1824 Claire de Cheverry (1804-1895), dont :
  - Léopold Claude Étienne Jules Charles Davout (1829-1904) général de division, grand chancelier de la Légion d’honneur, 3e duc d'Auerstaedt. Il épouse Alice de Voize (1845-1935), dont :
    - Napoléonie Claire Aimée Marguerite (14 décembre 1869 -  25 mars 1952), épouse de François Daru ;
    - Marie-Mathilde (28 août 1871 - 31 mai 1955), épouse de Joseph Gaspard de Berthier de Bizy ;
    - Claire Marie Marguerite (28 août 1873 - 16 septembre 1967)
    - Louis Nicolas Marie Bernard Davout, 4e duc d'Auerstaedt (24 mars 1877 - 1er mars 1958)), saint-cyrien, chef de bataillon. Il épouse civilement dans le 8e arrondissement de Paris le 19 février 1902 et religieusement en l’église Saint-Philippe-du-Roule le lendemain Hélène-Eugénie-Françoise-Marie Étignard de Lafaulotte (née dans le 8e arrondissement de Paris le 10 septembre 1880 et décédée à Bellozanne le 14 janvier 1946), fille d’Henri et de Marie-Malvina-Françoise-Amandine Pajol. De cette union, naissent 14 enfants (cinq fils et neuf filles) :
      - Marguerite (18 janvier 1903 - 30 avril 1989), épouse Marie Joseph Pierre Léopold de Brauer
        - Jacques et Anne-Marie Longchampt
        - Renée
        - Madeleine et Serge Mottuel
        - Paule et Charles-Armand de la Rochette
        - Hélène et Guy de Murat
        - Nicole et Hubert de Murat
        - Philippe et Catherine Buscail

      - Léopold Davout (1904-1985), pilote de chasse, 5e duc d'Auerstaedt. Il épouse civilement le 31 mars 1950 (dans le 17e arrondissement de Paris) et religieusement le 11 avril 1950 (à Lourdes) Tsuyukio Ayusawa (née le 30 juin 1923 à Genève-Plainpalais et décédée le 11 novembre 2011) fille d’Iwao Ayusawa (en) (législateur et diplomate japonais) et de Tomiko Yoshioka :
        - Charles Louis Iwao Marie Davout (30 novembre 1951 à Paris - 8 février 2006 à Gagny), 6e duc d’Auerstaedt, professeur de français, marié à Mlle Bouchra Jabri[5], d’où :
          - Sébastien Davout (1992), 7e duc d’Auerstaedt (depuis 2006)[5]

        - Benoît d'Avout d'Auerstaedt (26 août 1954)
        - Augustin d'Avout d'Auerstaedt (25 novembre 1955)
        - Jérôme d'Avout d'Auerstaedt (1957)
        - Bérénice d'Avout d'Auerstaedt (1958)
        - Amicie d'Avout d'Auerstaedt (1964)

      - Malvina (15 février 1905 - 23 avril 1989), épouse Olivier Gonod d'Artemare
      - Claire (24 mars 1906 - 14 août 1981), épouse Jean de Mahuet
      - François (20 juillet 1907 - 29 juin 2001), marié à Anne Noémie Wilhelmine Marie d'Arschot-Schoonhoven (1910-1966), puis à Simone Germaine Renée Durand (1920-1999). D'où quatre filles.
      - Henri (17 janvier 1909 - 22 avril 1998), général, directeur du musée de l’Armée de 1966 à 1984. Marié à Alix-Armelle de Gouvello de Keriaval en 1935. D’où descendance, dont :
        - Arnaud d'Avout d'Auerstaedt (1936), marié à Alix d'Anterroches, dont postérité.
        - Mahaut d'Avout d'Auestaedt (1937), épouse Hubert Audemard d'Alançon.
        - Armel d'Avout d’Auerstaedt (1942), général[6]. Marié à Marie Christine Desrousseaux de Vandières, dont postérité.

      - Jacqueline (3 avril 1910 - 16 février 1994), mariée à Xavier Emile Marie Joseph Séré de Rivières.
      - Bernadette (10 juillet 1911), religieuse, supérieure des Sœurs de l'Assomption.
      - Jacques (7 avril 1913 - 26 mai 2003), ingénieur civil des mines (Saint-Étienne), épouse en 1945 Monique-Anne-Marthe-Lucienne Derode (née en 1924), fille d’Emmanuel-Eugène Derode et de Marie-Françoise-Lydie Thiéry de Cabanes. D’où postérité.
      - Marie (née le 3 janvier 1915 à Bellozanne et décédée le 5 juillet 1915 à Beaumont (Dordogne))
      - Victoire (née le 25 avril 1916 à Bellozanne - décédée le 17 février 2004 à Versailles), mariée à Jean Pierre François Séré de Rivières.
      - Guy (7 mai 1918 - 17 novembre 2003), marié à Myriam Jehanne Monique Bisson de La Roque. D'où postérité.
      - Monique (31 décembre 1921 - 16 avril 1923, à Bellozanne)
      - Christiane (30 octobre 1923 - 21 mai 1989), mariée à Marie Henri Jean René de Pomyers.

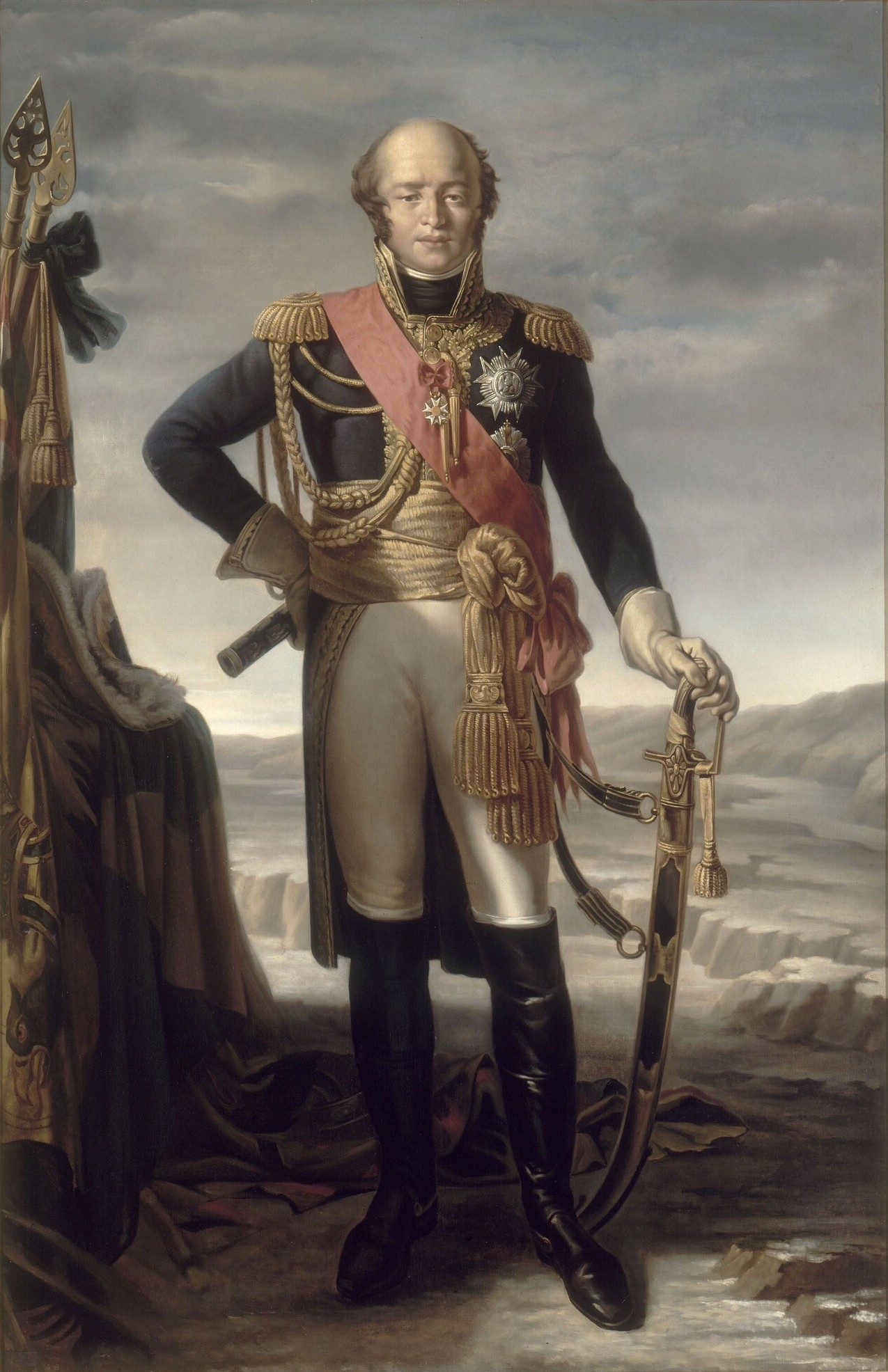
Louis Nicolas Davout
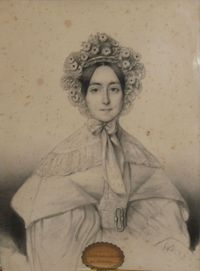
Adélaïde Louise de Blocqueville
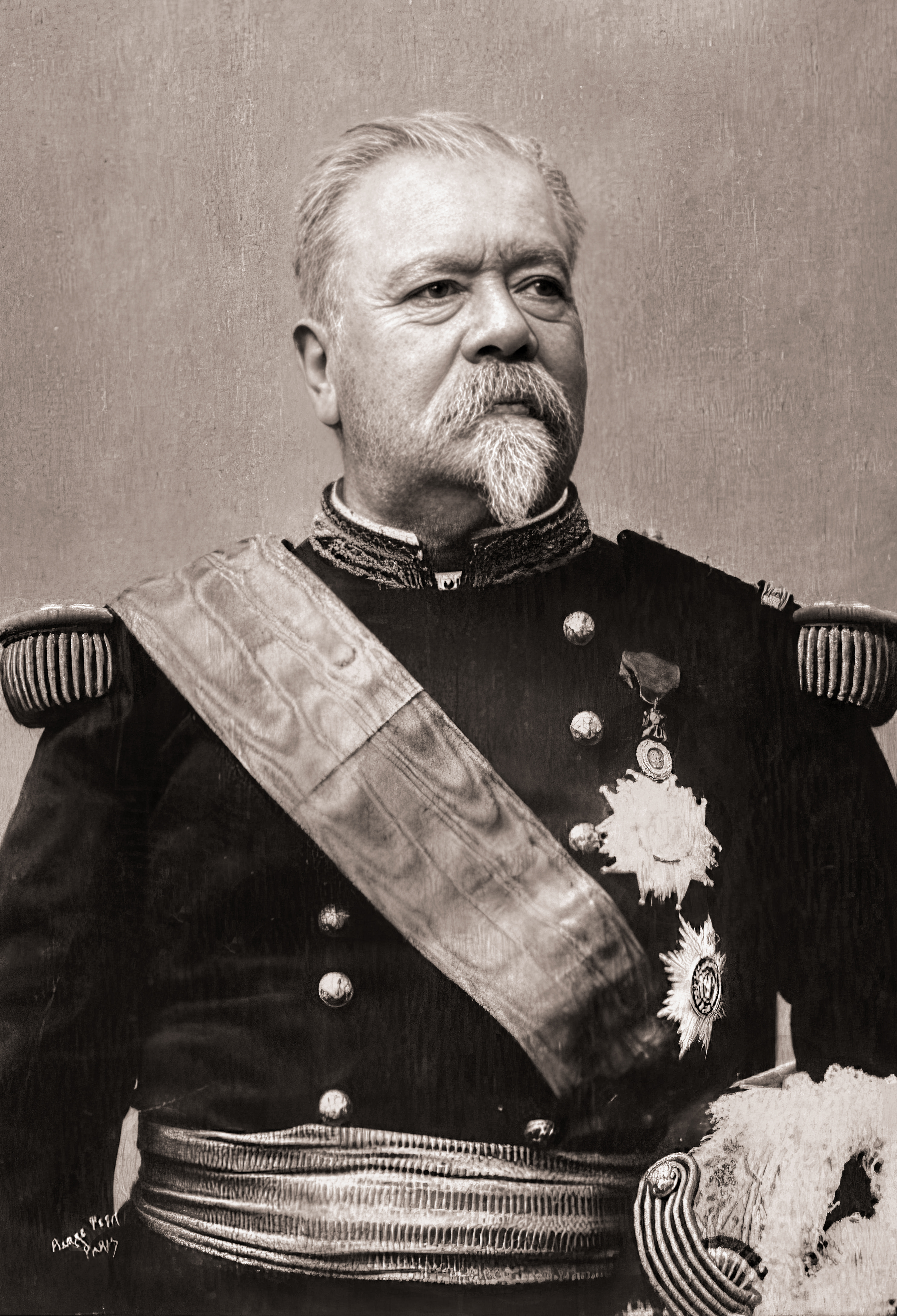
Léopold Davout

## Titres
Ne sont mentionnés ici que les titres réguliers accordés par un souverain.
- Duc d'Auerstaedt et de l'Empire (décret impérial du 2 juillet 1808), duc d'Auerstaedt (sur réversion par décret impérial du 17 septembre 1864), subsistant[3] ;
- Prince d'Eckmühl (décret du 25 novembre 1809), éteint en 1853 avec le fils du titulaire[3] ;
- Pair de France (2 juin 1815 et 5 mars 1819), hérédité supprimée en 1830 ;
- Baron d'Avout et de l'Empire (lettres patentes du 22 novembre 1808), subsistant[3].

## Armes et devise
Sous l'Ancien Régime, la famille d'Avout portait « de gueules à la croix d’or, chargée de cinq molettes de sable ».Sous l'Empire puis le Second Empire, les ducs d'Auerstaedt ont réformé leur blason « d’or à deux lions léopardés de gueules [adossés] placés, l’un en chef à dextre, l’autre [contourné,] en pointe à senestre, tenant chacun une lance polonaise [de sable] ; à la bordure componée d’or et de gueules ; au chef [des Ducs de l’Empire, qui est] de gueules semé d’étoiles d’argent brochant sur le tout ».
De la même manière, Louis Alexandre Davout, titré baron de l'Empire en 1808, a adopté « écartelé : au I de gueules à la croix d'or, chargée de cinq molettes de sable (d'Avout) ; au II du quartier des Barons militaires de l'Empire ; au III d'argent à l'ancre de sable, au comble de gueules chargé de trois roses d'or ; au IV d'or à deux lions de gueules adossés, chacun tenant une lance polonaise de sable, à la bordure componée d'or et de gueules »[réf. nécessaire].

Blason originel.
Blason des ducs d'Auerstaedt.
Blason du baron d'Avout.

On attribue deux devises latines à la famille d'Avout :
- « Justum et tenacem » (juste et ferme)[8],
- « Virtuti pro patria » (mon courage est pour ma patrie)[8].

## Liste des ducs d'Auerstaedt

### Première création: 1808 duc d'Auerstaedt et de l'Empire, prince d'Eckmühl (1809)
- 1808-1823 : Louis-Nicolas Davout (1770-1823), maréchal d'Empire, 1er duc d'Auerstaedt et prince d'Eckmühl.
- 1823-1853 : Napoléon-Louis Davout (1811-1853), pair de France, 2e duc d'Auerstaedt et prince d'Eckmühl, fils du précédent, sans alliance.

### Seconde création: 1864: duc d'Auerstaedt
- 1864-1904 : Léopold Claude Étienne Jules Charles Davout (1829-1904), général français, 3e duc d'Auerstaedt, cousin du précédent.
- 1904-1958 : Louis Nicolas Marie Bernard Davout (1877-1958), 4e duc d'Auerstaedt, fils du précédent.
- 1958-1985 : Léopold Davout (1904-1985), pilote de chasse, 5e duc d'Auerstaedt, fils du précédent.
- 1985-2006 : Charles Louis Iwao Marie Davout (1951-2006), 6e duc d’Auerstaedt, fils du précédent.
- depuis 2006 : Sébastien Davout (1992), 7e duc d’Auerstaedt, fils du précédent.

## Alliances depuis leXXesiècle
Les principales alliances de la famille sont : de Tricornot, Maubaillarcq, Daru, de Berthier de Bizy, Étignard de Lafaulotte, de Brauer, Ayusawa, Jabri, Gonod d'Artemare, de Mahuet, d'Arschot-Schoonhoven, Durand, de Gouvello de Keriaval, d'Anterroches, Audemard d'Alançon, Desrousseaux de Vandières,  Séré de Rivières, Derode, Bisson de La Roque, de Pomyers.